# Glinno (województwo dolnośląskie)

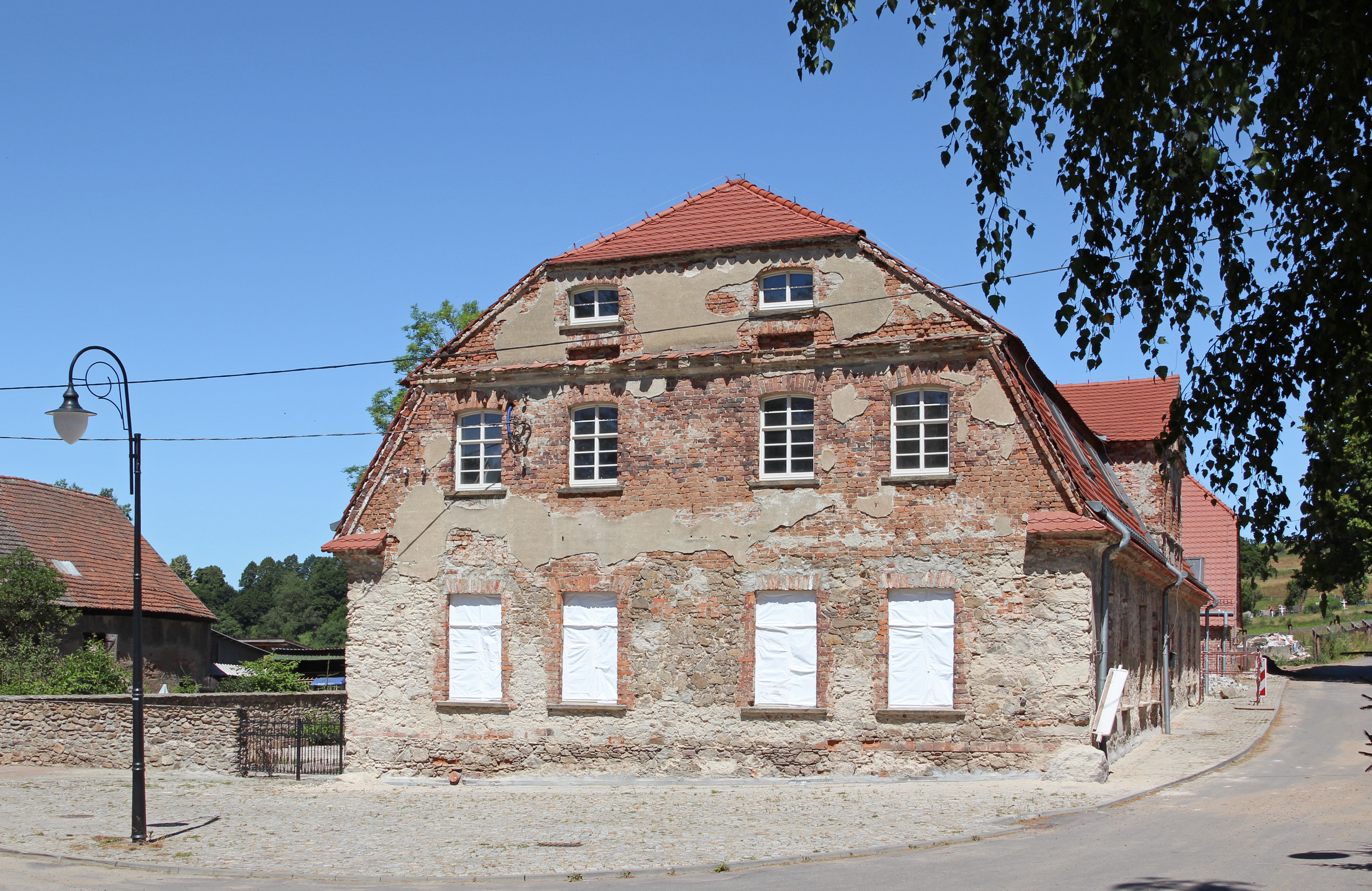
Zabytkowa karczma w Glinnie

Glinno – wieś w Polsce położona w województwie dolnośląskim, w powiecie wałbrzyskim, w gminie Walim.
W latach 1954-68 w granicach Walimia.

## Położenie
Glinno to luźno zabudowana wieś o długości około 2,9 km, leżąca w dolinie Młynówki, na wysokości 520–680 m n.p.m.

## Podział administracyjny
W latach 1946–1954 Glinno stanowiło gromadę w gminie Walim w powiecie wałbrzyskim w województwie wrocławskim. W związku z reformą administracyjną kraju jesienią 1954 wszedł w skład nowo utworzonej gromady Walim. 1 stycznia 1957 gromadę Walim zniesiono w związku z nadaniem jej statusu osiedla, przez co Glinno stało się integralną częścią Walimia. 1 stycznia 1969 Glinno wyłączono z osiedla Walimia i włączono do gromady Zagórze Śląskie, w związku z czym Glinno ponownie się usamodzieniło jako odrębna wieś.
W latach 1975–1998 miejscowość administracyjnie należała do województwa wałbrzyskiego.

## Historia
Pierwsza wzmianka o Glinnie pochodzi z 1385 roku, w tym czasie w miejscowości istniało wolne sędziostwo, karczma i kościół. W XVII wieku nastąpił wzrost liczny ludności związany z rozwojem tkactwa chałupniczego. Od 1728 roku we wsi istniała szkoła ewangelicka, a w roku 1767 były tam: kościół, nowa szkoła ewangelicka zbudowana w 1767 roku, folwark i cztery młyny wodne. Na początku XIX wieku w Glinnie było około 89 domów i 134 warsztaty tkackie, które były głównym źródłem utrzymania mieszkańców, w roku 1861 było tam już 139 domów. W drugiej połowie XIX wieku wioska znalazła się na szlaku turystycznym wiodącym na Wielką Sowę i na potrzeby turystów wybudowano gospodę. Po II wojnie światowej część domów nie została ponownie zasiedlona i popadła w ruinę,  dopiero w latach siedemdziesiątych XX wieku nastąpiło ponowne ożywienie ruchu turystycznego. Obecnie Glinno jest wsią rolniczo-letniskową, w 1988 roku były tu 34 gospodarstwa rolne.

## Zabytki
Do wojewódzkiego rejestru zabytków wpisane są:
- kościół filialny pw. Matki Bożej Bolesnej, należący do parafii św. Barbary w Walimiu, wzniesiony w latach 1827–1830. Wewnątrz ciekawa figura Piety i ambona z postaciami ewangelistów. Kościół stoi w miejscu starszej świątyni zbudowanej około 1385 roku.
- karczma, nr 25, z przełomu XVII i XVIII wieku, przebudowana na początku XIX wieku,

Inne zabytki:
- kaplica cmentarna z dwoma starymi krzyżami kamiennymi, wmurowanymi w boczne ściany, na jednym z nich jest wyryty obraz kuszy, a na drugim miecza[4]; pojawiająca się często w ich opisie hipoteza, że są to tzw. krzyże pokutne (pojednania) opiera się  wyłącznie na nieuprawnionym założeniu, że wszystkie stare kamienne monolitowe krzyże, a zwłaszcza te z rytami,  są krzyżami pokutnymi (pojednania)[10], chociaż w  rzeczywistości powód fundacji takiego krzyża może być różnoraki, tak jak każdego innego krzyża,
- kilka domów mieszkalnych z XVIII i XIX wieku[4].

## Szlaki turystyczne
Przez dolną część Glinna przechodzi  szlak turystyczny z Zagórza Śląskiego na Wielką Sowę.